# Salvador Aguirre

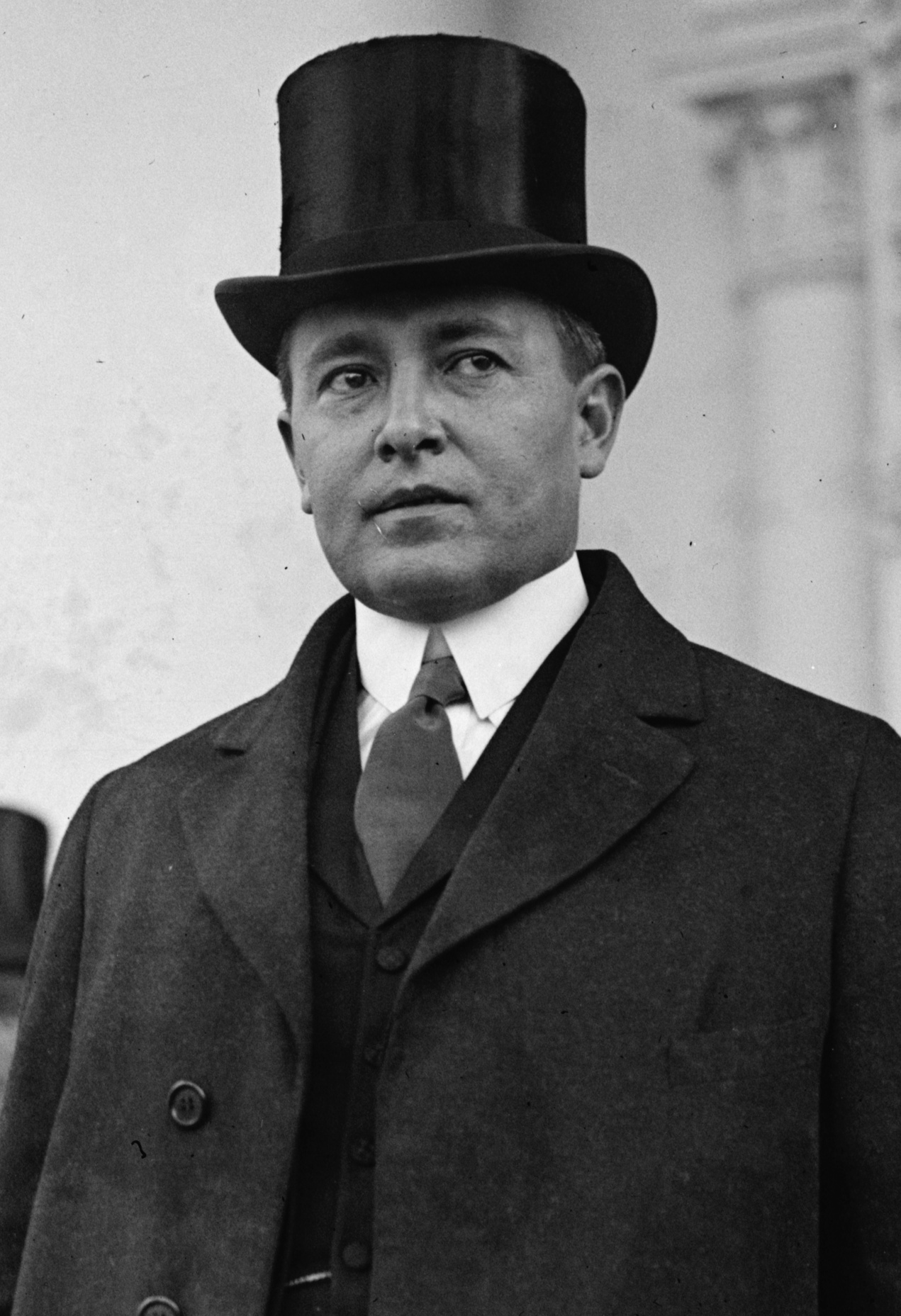

Salvador Aguirre, né le 11 août 1862 à Comayagua et mort le 22 juillet 1946 à Tegucigalpa, est un homme d'État hondurien. Il est président du Honduras du 9 au 16 septembre 1919.